# アラバ県
アラバ県（アラバけん、バスク語：Arabako Probintzia, IPA: [aˈɾaba]、カスティーリャ語:Provincia de Álava, IPA: [ˈalaβa]）は、スペイン・バスク州にある県。県都はビトリア＝ガステイスであり、ビトリア＝ガステイスはバスク州の州都でもある。
バスク州にある3県のひとつで、フランス領バスクを含めた歴史的なバスク地方の7県のうちのひとつ。カスティーリャ語とバスク語を公用語とし、公式表記は二言語をスラッシュ記号で併記したAraba/Álava。

## 語源
古代ローマ時代にはガッラエキア（現在のガリシア州など）とアキタニア（現在のフランス・ボルドーなど）を結ぶ道路としてアブ・アストゥリカ・ブルディガラムがあり、その沿線にアルバ(Alba)という領主の邸宅があった。この地は現在のサルバティエーラ/アグライン近郊のアルベニスである可能性があり、このアルバがアラバの語源であるとされることがある。エウスカルツァインディア（バスク語アカデミー）は異なる説を唱えている。エウスカルツァインディアは、アラバの初出は8世紀に書かれたムスリムの年代記がアラバ平原に言及したことであり、アル(al)というアラビア語の接頭辞に古バスク語のラウア(laua)を付けたものがカスティーリャ語のÁlavaやバスク語のArabaに発展したとしている。

## 地理

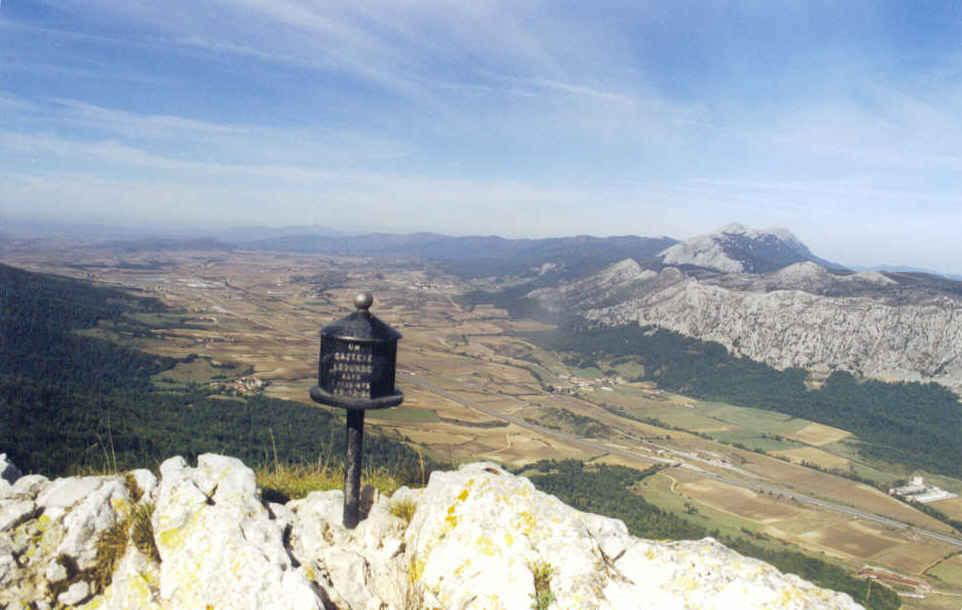
アラバ盆地とバスク山脈

北はギプスコア県やビスカヤ県と、西はカスティーリャ・イ・レオン州・ブルゴス県と、南はラ・リオハ州と、東はナバーラ州と県境を接している。アラバ県内にはブルゴス県の飛び地であるトレビーニョがあり、バスク州のバスク民族主義党はトレビーニョのバスク州への編入を望んでいるが、ブルゴス県議会はトレビーニョの飛び地としての保持を望んでいる。
アラバ県は内陸部にあり、地域によってとても落差の激しい気候が特徴である。北部は大西洋に近いことから湿度が高く、南部のエブロ川流域は乾燥して暖かい。地形や風景などの特徴によってアラバ県は5つの地域に区分される。ビスカヤ県との境界にある北部のゴルベア山地は標高1,200m-1,400mの石灰岩の山地であり、中腹には緑色の草地が広がる。ラ・リオハ州のログローニョに近い南東部には標高が低く乾燥した谷があり、人口はまばらである。中央部のビトリア＝ガステイスやサルバティエーラ/アグラインを中心とする盆地では穀物が生産され、標高1,000m程度の山地によってブルゴス県の飛び地トレビーニョと隔てられている。ナバーラ州やギプスコア県に近い東部には標高1,200m-1,500mのウルキージャ山地やウルバサ山地があり、森林が広がっている。ゴルベア山地・ウルキージャ山地・ウルバサ山地などはいずれもバスク山脈の一部分であり、バスク山脈はスペイン北部を東西に伸びるカンタブリア山脈の一部分である。ラ・リオハ州のミランダ・デ・エブロに近い南西部はアラベーゼ・リオハと呼ばれ、エブロ川左岸地域はラ・リオハ州同様にブドウ生産が盛んである。北西部のネルビオン川河岸にはアムリオやラウディオ/リョディオなどの町があり、これらの町はネルビオン川下流にあるビスカヤ県ビルバオと深く結び付いている。
概してアラバ県を流れる川はエブロ川に合流して東に流れ、ログローニョやアラゴン州・サラゴサを通ってやがて地中海に至る。ビトリア＝ガステイスなど中央部の盆地を流れるサドーラ川、AP-68号線やレンフェの鉄道路線に沿って西部を縦断するバジャス川がアラバ県の二大河川であり、両河川はログローニョ付近でエブロ川に合流している。ビトリア＝ガステイスの北約10kmの距離にはウリバリ＝ガンボア貯水池があり、貯水池の水はビトリア＝ガステイスだけでなくビルバオなどバスク州の他の自治体にも供給されている。ビスカヤ県やギプスコア県の河川はアラバ県の河川とは異なり大西洋に注ぐが、アラバ県北東部の谷には地中海と大西洋の分水界があり、ラウディオ/リョディオやアムリオを流れる川はネルビオン川を通って大西洋に注いでいる。

## 地域区分
アラバ県はクアドリージャと呼ばれる7つの郡（広域区）に分かれている。県都ビトリア＝ガステイスは単独でクアドリージャ・デ・ビトリアを構成している。7つの郡が51のムニシピオ（基礎自治体）を内包しており、バスク州最大の2,963km2の面積を持つが、2012年の人口はバスク州最小の322,557人であり、人口密度は108.9人/km2である。人口の約3/4は県都ビトリア＝ガステイスに住んでおり、他の6郡の人口はまばらである。

### 郡

黄 : ビトリア、橙 : アジャラ、桃 : アニャーナ
灰 : スージャ、青 : サルバティエーラ
赤 : カンペソ＝モンターニャ・アラベサ
緑 : ラグアルディア＝リオハ・アラベサ
中央の空白部分 : ブルゴス県の飛び地

| 郡                               | 2012年 人口（人） | 面積 （km2） | 中心となる自治体                |
| -------------------------------- | ----------------- | ------------ | ------------------------------- |
| アニャーナ                       | 8,855             | 698.72       | イルーニャ・デ・オカ            |
| アジャラ                         | 34,548            | 328.12       | ラウディオ/リョディオ、アムリオ |
| カンペソ＝モンターニャ・アラベサ | 3,181             | 534.87       | カンペソ/カンペス               |
| ラグアルディア＝リオハ・アラベサ | 11,429            | 315.83       | オジョン                        |
| サルバティエーラ                 | 12,523            | 396.99       | サルバティエーラ/アグライン     |
| ビトリア                         | 241,386           | 276.81       | ビトリア＝ガステイス            |
| スージャ                         | 9,794             | 461.58       | スージャ                        |

### 自治体
| 順位 | 2012年 人口（人） | ムニシピオ                  | 郡                               |
| ---- | ----------------- | --------------------------- | -------------------------------- |
| 1    | 242,223           | ビトリア＝ガステイス        | ビトリア＝ガステイス             |
| 2    | 18,498            | ラウディオ/リョディオ       | アニャーナ                       |
| 3    | 10,114            | アムリオ                    | アニャーナ                       |
| 4    | 4,978             | サルバティエーラ/アグライン | サルバティエーラ                 |
| 5    | 3,305             | オジョン                    | ラグアルディア＝リオハ・アラベサ |
| 6    | 3,072             | イルーニャ・デ・オカ        | アジャラ                         |
| 7    | 2,918             | アジャラ/アイアラ           | アジャラ                         |
| 8    | 2,869             | アレグリア・デ・アラバ      | サルバティエーラ                 |
| 9    | 2,439             | スージャ                    | スージャ                         |
| 10   | 1,861             | アルセニエガ                | アジャラ                         |

## 産業
1950年には農業と農場経営がアラバ県の景観を形成していたが、1960年代から1970年代には中央部の盆地で工業が成長して労働力が徐々に工業にシフトし、ビトリア＝ガステイス（ガマーラ地区・ベトーニョ地区・アリ・ゴベオ地区）、サルバティエーラ/アグライン、アライアには工業団地が形成された。2000年時点では農業従事者は2%に過ぎず、32%が製造業に、60%が第三次産業に従事している。大西洋岸ではかなり早い段階で鉄鋼業が発展し、ビスカヤ県ビルバオの経済の原動力となった。ビルバオの衛星都市であるラウディオ/リョディオやアムリオにはかなりの人口が流入し、人口の点でいえばラウディオ/リョディオはアラバ県第2の自治体に、アムリオはアラバ県第3の自治体となった。

## 政治
2011年のアラバ県議会議員選挙の政党別獲得議席数は、国民党(PP-PV)が16議席、バスク民族主義党(EAJ-PNV)が13議席、ビルドゥが11議席、バスク社会党(PSE-EE)が9議席、エスケル・バトゥア＝ベルデアク(EB-B)が2議席であり、選挙前に結党されたばかりのビルドゥが第2党に躍進した。ビスカヤ県の第1党はバスク民族主義党、ギプスコア県の第1党はビルドゥであり、バスク州の3県で第1党が分かれた。
| 2011年アラバ県議会議員選挙            | 2011年アラバ県議会議員選挙 | 2011年アラバ県議会議員選挙 |
| 政党                                  | 議席                       |                            |
| ------------------------------------- | -------------------------- | -------------------------- |
| 国民党 (PP)                           | 16                         |                            |
| バスク民族主義党 (EAJ-PNV)            | 13                         |                            |
| ビルドゥ                              | 11                         |                            |
| バスク社会党 (PSE-EE)                 | 9                          |                            |
| エスケル・バトゥア＝ベルデアク (EB-B) | 2                          |                            |

## 交通
アラバ県にはレンフェ（スペイン国鉄）の2路線が走っている。ラ・リオハ州ミランダ・デ・エブロとビスカヤ県ビルバオを結ぶ路線がアラバ県西部を縦断しており、沿線にはオルドゥニャ、アムリオ、ラウディオ/リョディオなどの自治体がある。ミランダ・デ・エブロとナバーラ州パンプローナを結ぶ路線がアラバ県中央部を横断しており、沿線にはイルーニャ・デ・オカ、ビトリア＝ガステイス、アレグリア・デ・アラバ、サルバティエーラ/アグラインなどの自治体がある。かつてはギプスコア県アラサーテ/モンドラゴンとナバーラ州・エステーリャを結ぶ狭軌路線のバスク＝ナバーラ鉄道(スペイン語版)がアラバ県を通っていたが、1967年に廃線となった。
ビトリア＝ガステイスの北西にはビトリア空港があり、バスク州の3空港でもっとも長い滑走路を持つが、旅客便は少なく貨物便が中心である。2014年10月にはバスク州から初めて大西洋を超えるニューヨークへの旅客便が設定された。